# 奧林特佩克
奧林特佩克是危地馬拉的城鎮，由克薩爾特南戈省負責管轄，位於該國東南部，距離首府克薩爾特南戈7公里，面積36平方公里，海拔高度2,350米，2002年人口22,544。

## 外部連結
- Guatemala Tourism Commission (INGUAT): Olintepeque (in Spanish)

14°53′N 91°31′W / 14.883°N 91.517°W